# وطن الجيب الخلفي (رواية)
وطن الجيب الخلفي، رواية صدرت في 2017 للكاتبة المصرية منى الشيمي من مواليد عام 1968، ولدت بمحافظة قنا. توجت الرواية بجائزة كتارا للرواية العربية عن فئة الروايات غير المنشورة 2017.

## ملخص الرواية
"وطن الجيب الخلفي" لمنى الشيمي هي رواية تتناول قصة "ناصر"، خبير في ترميم الآثار، ينقلب حياته بين الأحداث الروائية وكتابة سيناريو فيلم وثائقي. الرواية تأخذنا في رحلة زمنية معقدة تمتزج بين القرن الخامس قبل الميلاد والعصر الحديث.
"ناصر" يعيش حياة معقدة بين مصر وألمانيا، يلتقي بفتاة ألمانية ويسافر معها ليعمل كخبير في الترميم. تنقلب حياته عندما يتورط في كتابة سيناريو فيلم وثائقي حول حياة اليهود في القرن الخامس قبل الميلاد. يكتشف "ناصر" التدخل السياسي وتحريف الحقائق في السيناريو، وينجذب بين شغفه نحو المال وضميره الذي يعارض التلاعب.
الرواية تتجاوز الحدود بين الرواية والبحث العلمي، وتعتمد على تقنيات الفيلم التسجيلي والدراما الروائية. تقدم مناطق متنوعة من التاريخ والهوية، مع إدخال قائمة بالمراجع لتعزيز المعلومات. تركز الرواية على سرد حياة "ناصر"، متنقلة بين طفولته وعلاقاته ومشواره المهني، مع التركيز على التحولات في مصر بعد الثورة.
التفاصيل الدقيقة والمراجع تضيف بُعدًا علميًّا إلى الرواية، وتتطلب من القارئ المشاركة والاستفادة من الهوامش والقائمة المرجعية.

## جوائز
توجت الرواية بجائزة كتارا للرواية العربية في فئة "الروايات غير المنشورة" 2017.